# Munschecker
Munschecker (lb. Mënjecker, niem. Münschecker) – wieś (Uertschaft) we wschodnim Luksemburgu, w kantonie Grevenmacher, w gminie Manternach. Do 3 października 2015 miejscowość leżała w dystrykcie Grevenmacher. Liczy 217 mieszkańców (1 stycznia 2023).